# Чехословачко-југословенска ревија
Чехословачко-југословенска ревија (чеш. Československo-jihoslovanská revue) био је чехословачко-југословенски часопис који је излазио месечно од 1931. до 1939. на чешком, словачком, српскохрватском и словеначком језику. Основали су га и издавали Чехословачко-југословенска лига у Прагу (чеш. Česko-jihoslovenská liga v Praze) и Савез југословенско-чехословачких лига у Београду.